# PSX
PSX är det officiella namnet på en mediaenhet tillverkad av det japanska företaget Sony bestående av en kombination av en Playstation 2 och en DVD med hårddisk. Enheten började säljas i Japan 13 december 2003 och planerades att lanseras i USA och Europa. Planerna lades dock ner på grund av den dåliga försäljningen.

### Fotnoter
1. ↑  Luke Plunkett (10 mars 2012). ”Remembering Sony's Least Popular "Console"” (på engelska). Kotaku. http://kotaku.com/5780412/remembering-sonys-least-popular-console. Läst 24 maj 2017.